# Ehrhartoideae
Ehrhartoideae Link, 1827 è una sottofamiglia di piante erbacee spermatofite monocotiledoni appartenenti alla famiglia Poaceae (ordine delle Poales). Questo gruppo viene anche chiamato Oryzoideae Kunth ex Beilschm., 1833.

## Etimologia
Il nome della sottofamiglia deriva dal suo genere tipo Ehrharta Thunb. il cui nome è stato dato in ricordo del botanico germanico Jakob Friedrich Ehrhart (1742-1795). Il nome scientifico della sottofamiglia è stato definito dal biologo, botanico e naturalista tedesco Johann Heinrich Friedrich Link (Hildesheim, 2 febbraio 1767 – Berlino, 1º gennaio 1851) nella pubblicazione "Hortus Regius Botanicus Berolinensis descriptus - 1: 233. 1827" del 1827.

## Descrizione

### Portamento
Il portamento delle specie di questa sottofamiglia è erbaceo annuale o perenne rizomatoso, stolonifero, o cespitoso (talvolta suffrutescente) con culmi legnosi. Sono presenti anche portamenti acquatici. Le radici in genere sono del tipo fascicolato.

### Foglie
Le foglie lungo il culmo sono alterne e distiche. Sono composte da una guaina, una ligula (membranosa o frangiata con peli) e una lamina. La lamina delle foglie è relativamente ampia con delle forme da lineari a lanceolate con apice acuminato. Le foglie a volte possono presentarsi arrotolate con o senza padiglioni auricolari oppure provviste di uno pseudopicciolo (o falso picciolo). Le venature sono parallelinervie con brevi vene trasversali poco visibili. Il sistema vascolare della venatura primaria (costola principale o centrale) è semplice. Le cellule del mesofillo possiedono (o no) pareti cellulari invaginate. Nelle foglie sono presenti dei corpi di silice o fitoliti (con forme bilobate o "orizoidi") che hanno la funzione di aumentare la rigidità e resistenza delle foglie. La via fotosintetica è di tipo "C3".

### Fiori

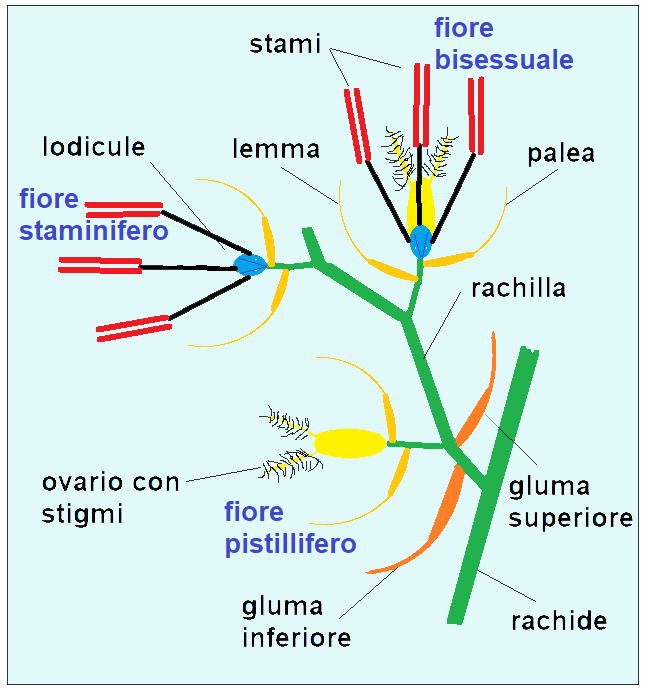
Spighetta generica con tre fiori diversi

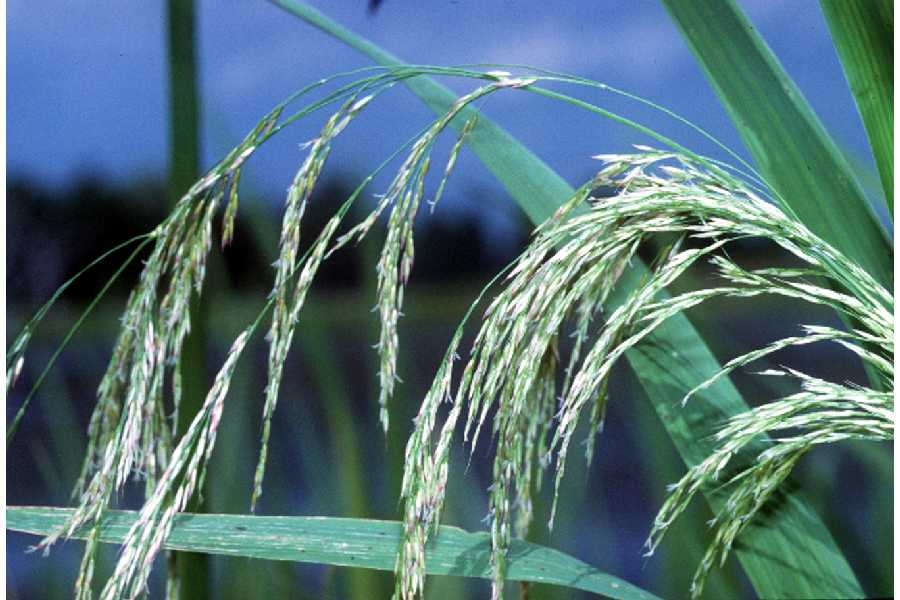
Infiorescenza
Zizaniopsis miliacea

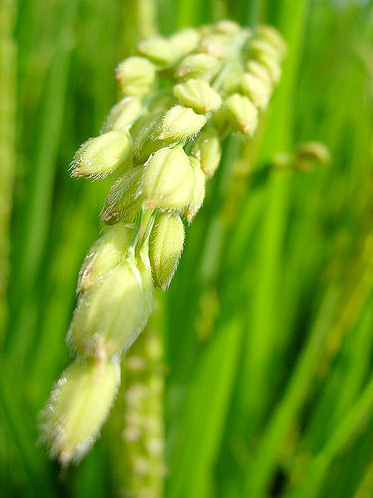
Le spighette
Oryza sativa

- Infiorescenza principale (sinfiorescenza o semplicemente spiga): le infiorescenze, ramificate oppure no, hanno la forma di una pannocchia contratta o aperta (le infiorescenze sono di tipo racemoso). Raramente l'infiorescenza è formata da una sola spighetta. L'asse dell'infiorescenza può essere appiattito, largo e a forma di foglia. In alcune specie i fiori staminiferi e pistilliferi si trovano in spighette della stessa infiorescenza (una spighetta pistillifera e due o tre spighette staminifere); in altre i fiori staminiferi e pistilliferi si trovano nelle spighette di infiorescenze separate (ossia le infiorescenze sono unisessuali). In genere le spighette prossimali sono pistillifere, quelle distali sono staminifere.
- Infiorescenza secondaria (o spighetta): le spighette, pedicellate, sono composte da un solo fiore distale fertile sotteso da due glume subuguali con forme da ovate a lanceolate, mentre sono presenti in posizione prossimale due fiori sterili ridotti a lemmi sterili e vuoti; oppure le spighette sono formate da 2 fiori basali sterili (staminiferi) e uno distale fertile. Le spighette sono lateralmente compresse. La rachilla non è prolungata. La disarticolazione è sotto i fiori fertili (sopra le glume, ma non tra i fiori anche se sterili). Le glume possono essere assenti, mentre se presenti possono essere persistenti. I fiori sterili sono senza palea oppure se presente è poco significativa. I lemmi possono essere con o senza spine, carenati, coriacei e trasversalmente rugosi. La maturazione dei fiori all'interno di una spighetta è basipeta.
- I fiori fertili sono attinomorfi formati da 3 verticilli: perianzio ridotto, androceo  (può essere assente nei fiori fertili) e gineceo (assente nei fiori sterili). Alla base del fiore sono presenti due brattee: la palea e il lemma. In questo gruppo sono presenti fiori unisessuali, bisessuali e cleistogamici.

- Formula fiorale:

- , P 2, A (1-)3(-6), G (2–3) supero, cariosside.

- Il perianzio è ridotto e formato da due lodicule, delle squame, poco visibili (forse relitto di un verticillo di 3 sepali). Le lodicule sono membranose, glabre o cigliate. Le lodicule possono essere anche assenti.

- L'androceo è composto da 2, 3, 4 o 6 stami ognuno con un breve filamento, una antera e due teche. Le antere sono basifisse con deiscenza laterale. Il polline è monoporato.

- Il gineceo è composto da 3-(2) carpelli connati formanti un ovario supero. L'ovario, glabro o pubescente e con appendice apicale presente oppure no, ha un solo loculo con un solo ovulo subapicale (o quasi basale). L'ovulo è anfitropo e semianatropo e tenuinucellato o crassinucellato. Lo stilo è unico con due stigmi papillosi.

### Frutti
I frutti sono del tipo cariosside, ossia sono dei piccoli chicchi indeiscenti nel quale il pericarpo è formato da una sottile parete che circonda il singolo seme. In particolare il pericarpo è fuso al seme e aderente. La forma è allungata e appiattita. L'endosperma è duro e l'ilo è lungo e lineare. L'embrione è sprovvisto di epiblasto. I margini embrionali della foglia si sovrappongono. La fessura scutellare può essere assente.

Alcuni dettagli morfologici
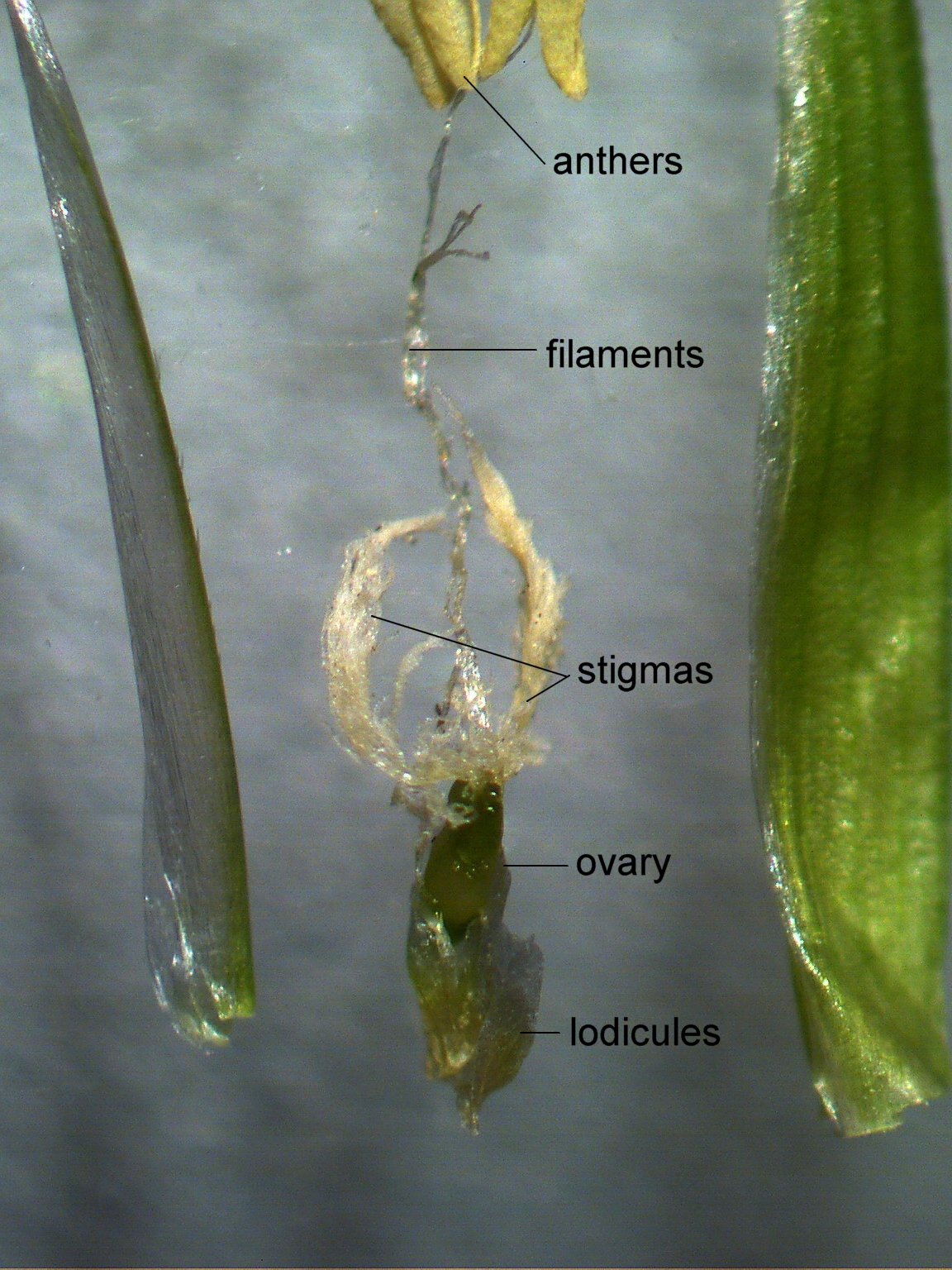
Componenti del fiore (Microlaena stipoides)
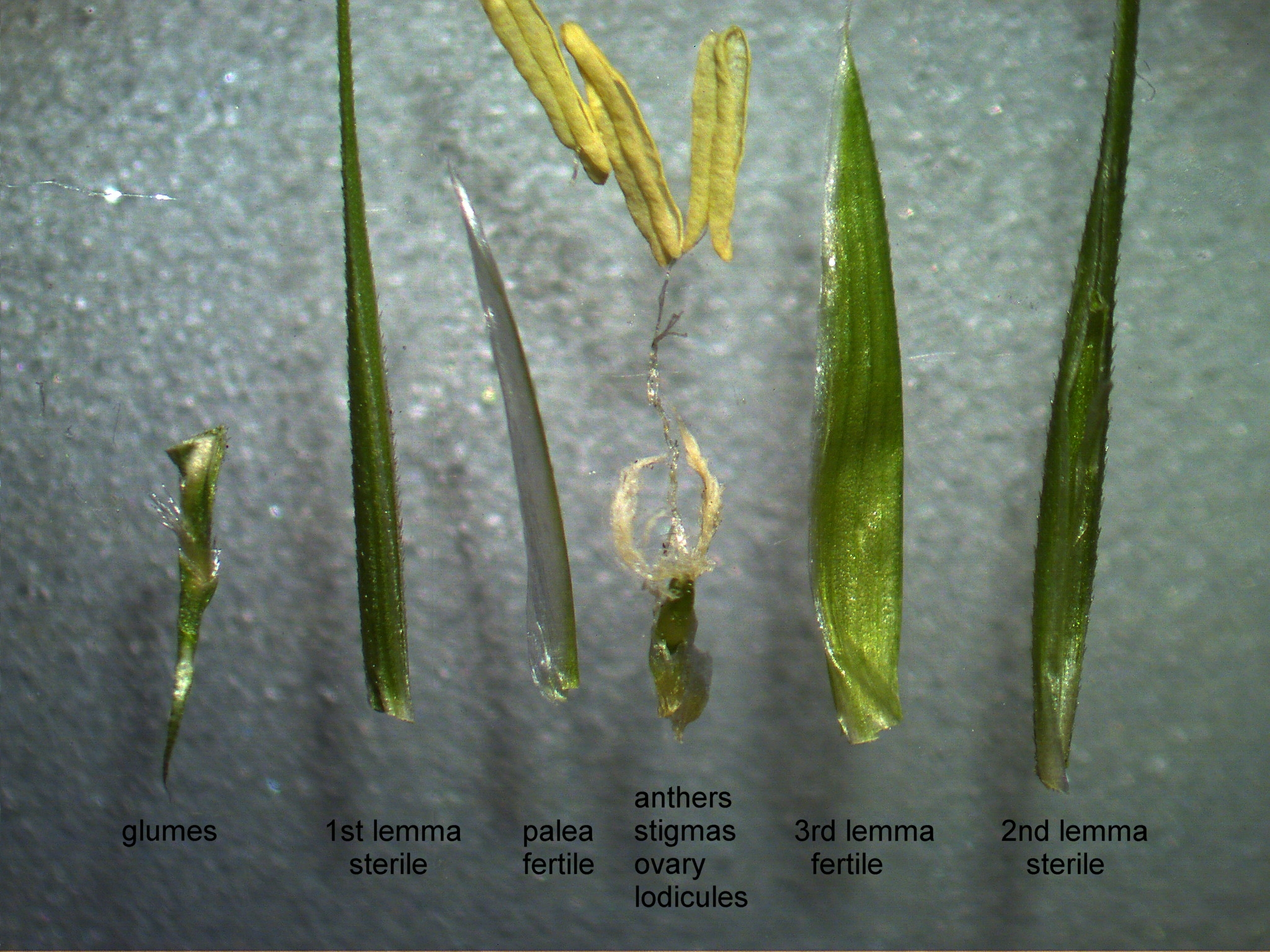
Componenti della spighetta (Microlaena stipoides)
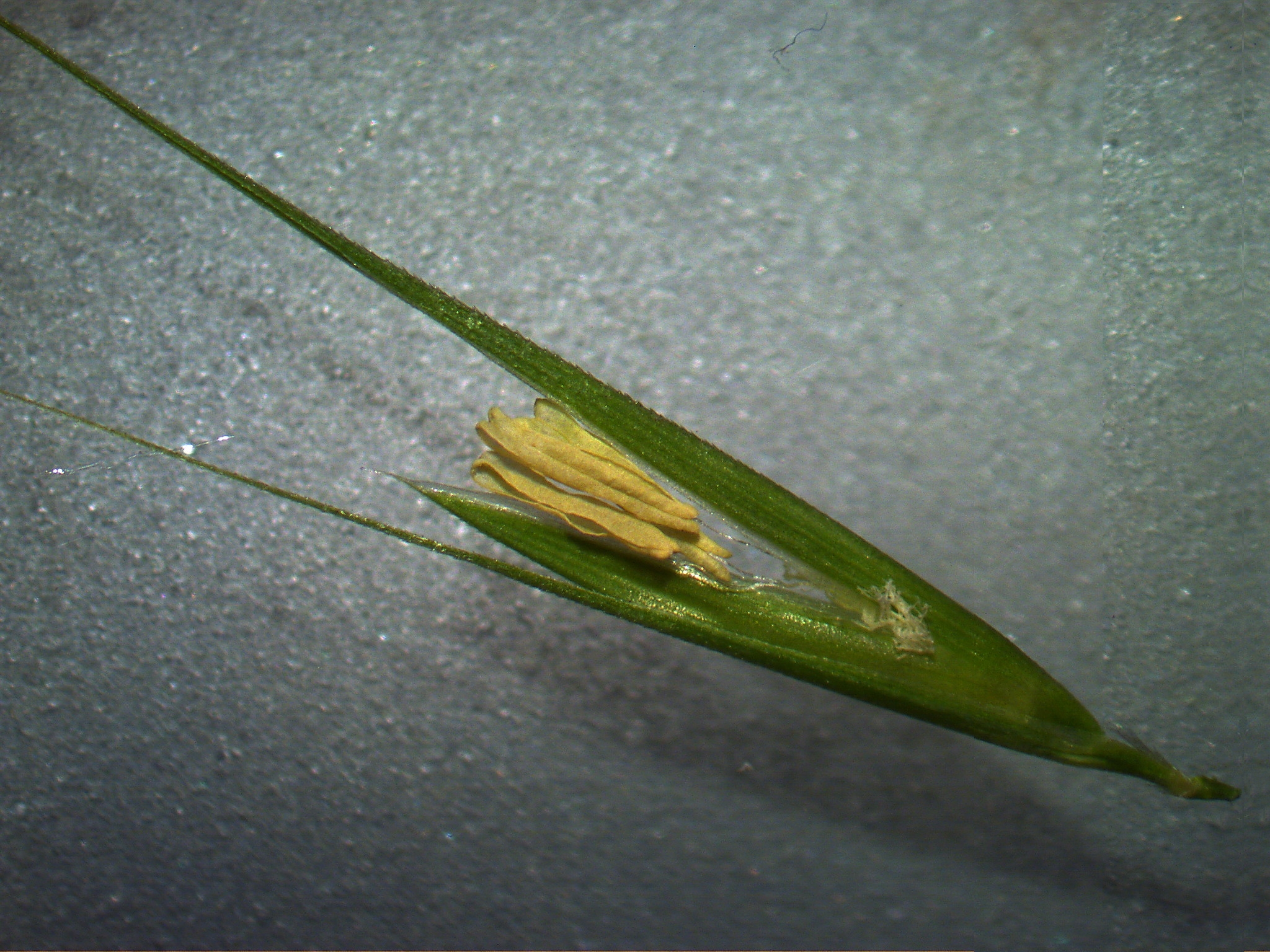
Spighetta intera (Microlaena stipoides)
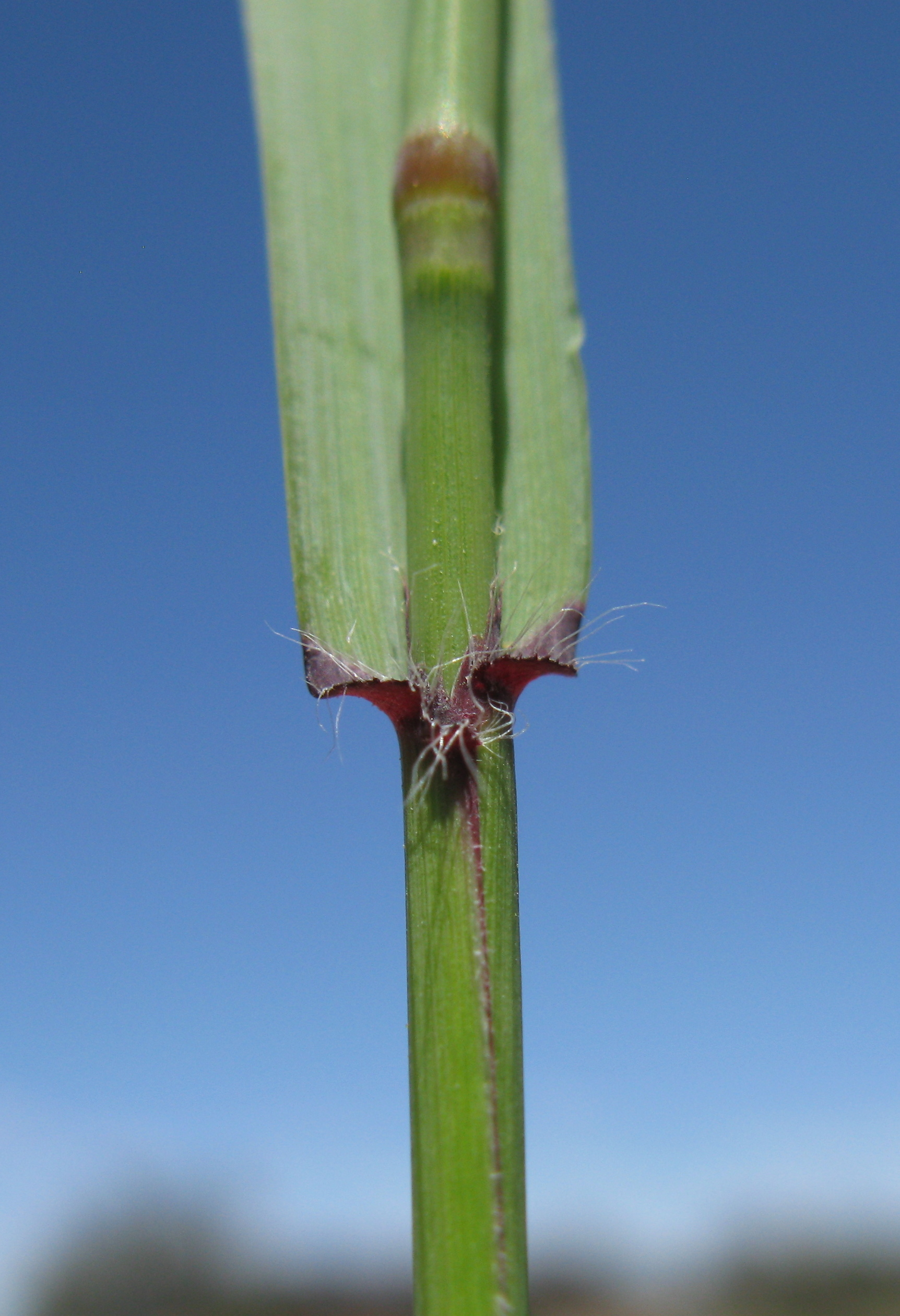
Culmo, guaina, ligula e lamina (Ehrharta calycina)
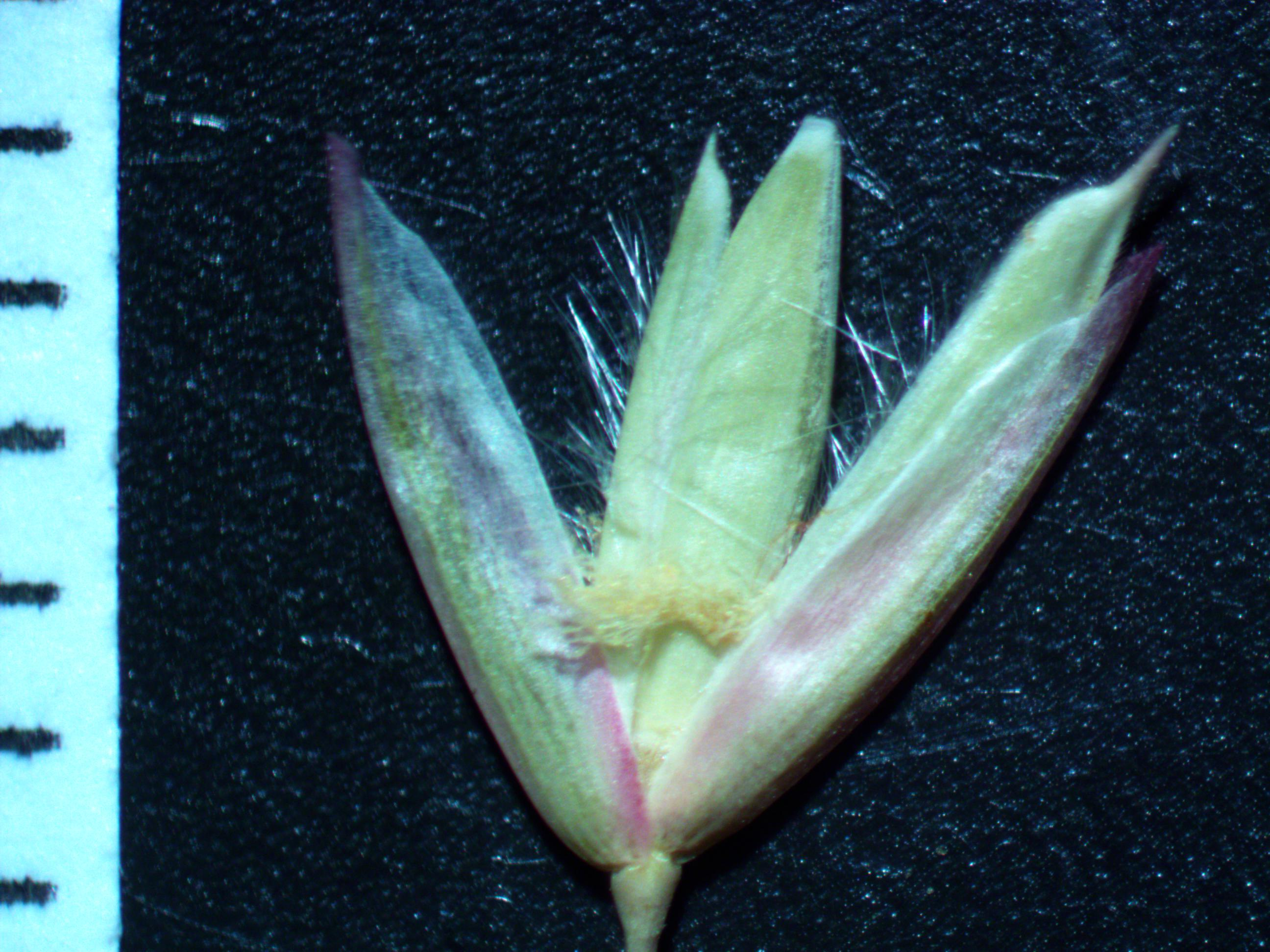
Spighetta (Ehrharta calycina)
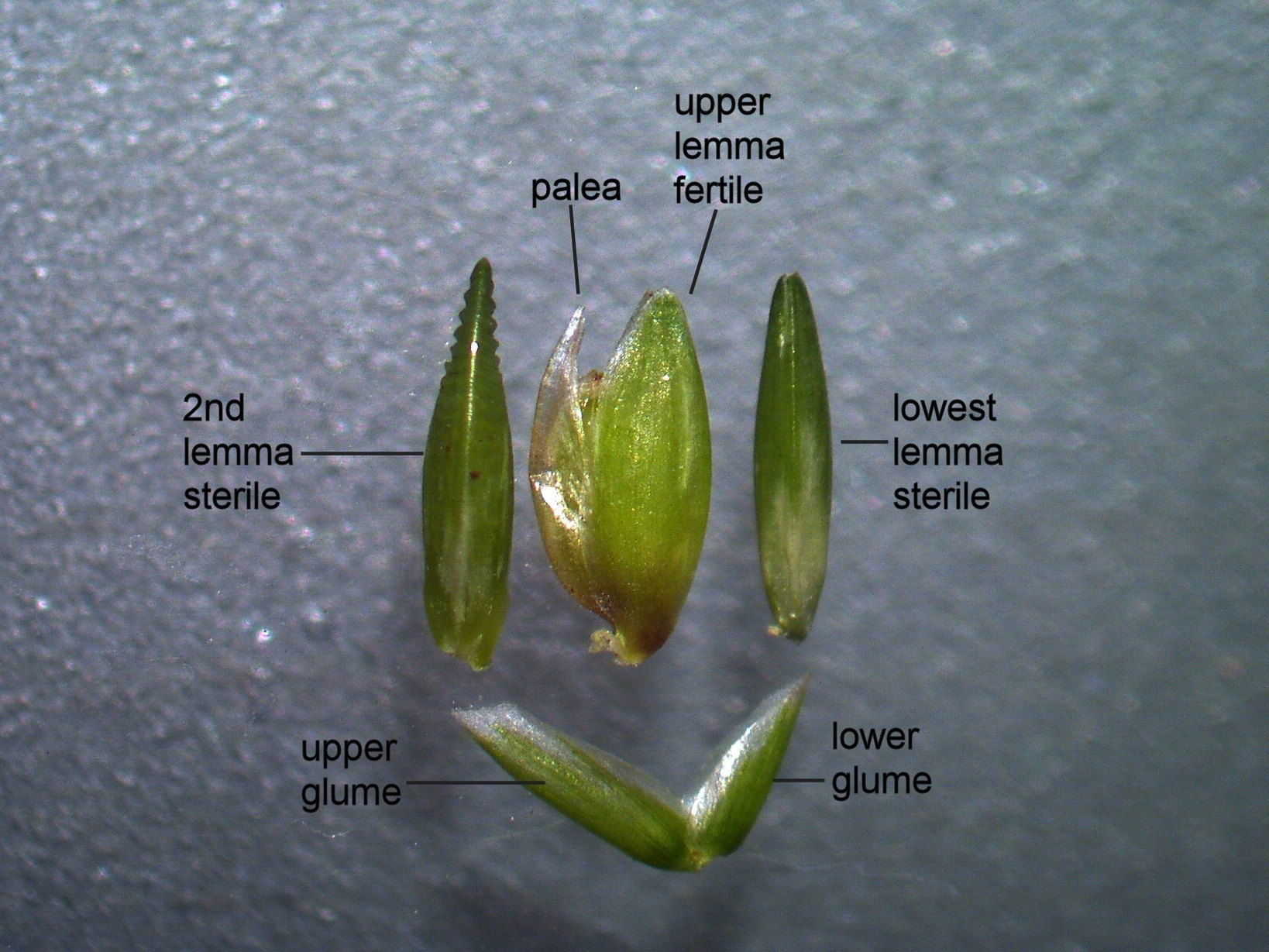
Spighetta (Ehrharta calycina)
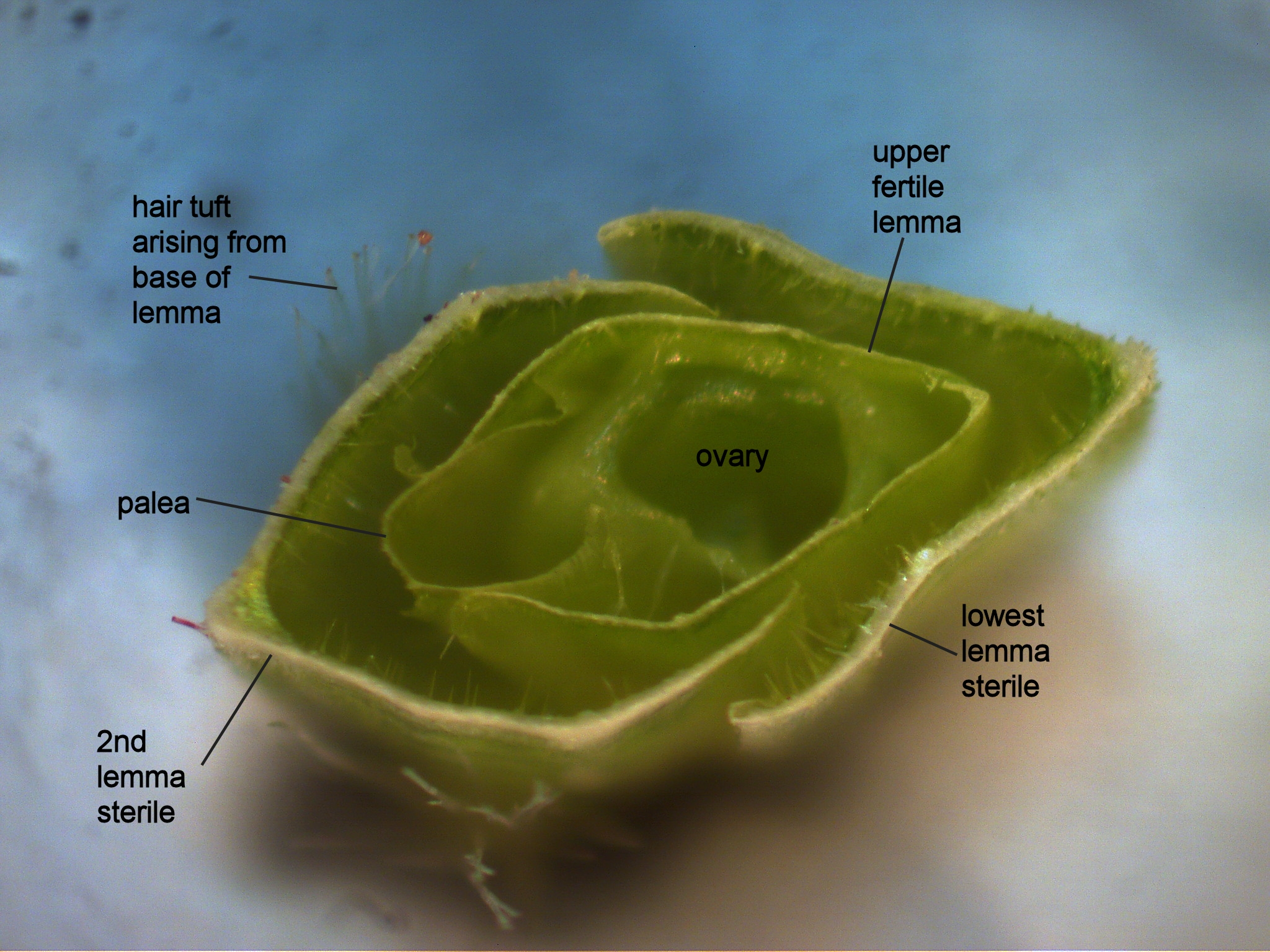
Spighetta sezionata (Ehrharta longiflora)

## Biologia
- Impollinazione: in generale le erbe delle Poaceae sono impollinate in modo anemogamo. Gli stigmi piumosi sono una caratteristica importante per catturare meglio il polline aereo. I questo gruppo sono presenti fiori cleistogamici per cui è possibile l'autoimpollinazione.[10]
- Riproduzione: la fecondazione avviene fondamentalmente tramite l'impollinazione dei fiori (vedi sopra).

I semi cadendo a terra, dopo aver eventualmente percorso alcuni metri a causa del vento (dispersione anemocora) sono dispersi soprattutto da insetti tipo formiche (mirmecoria).

## Distribuzione e habitat
La seguente tabella indica la distribuzione e l'habitat per le varie tribù:
| Tribù           | Distribuzione                                            | Habitat                                                         |
| --------------- | -------------------------------------------------------- | --------------------------------------------------------------- |
| Ehrharteae      | Africa meridionale, Asia sud-meridionale e Nuova Zelanda | Secco-temperati                                                 |
| Oryzeae         | Cosmopolita e soprattutto africana e asiatica            | Caldi e umidi, a volte allagati e altri completamente acquatici |
| Phyllorachideae | Africana                                                 | Tropicali                                                       |
| Streptogyneae   | Dall'America all'India, attraverso l'Africa              | Tropicale                                                       |

## Tassonomia
La famiglia delle Poacee comprende circa 800 generi e oltre 9.000 specie. È una delle famiglie più numerose e più importanti del gruppo delle monocotiledoni. La famiglia è suddivisa in 12 sottofamiglie (Ehrhartoideae è una di queste).

### Composizione della sottofamiglia
La sottofamiglia Ehrhartoideae si compone di 4 tribù con 19 generi e oltre un centinaio di specie:
- Tribù Ehrharteae Nevski
  - Ehrharta Thunb.
  - Microlaena R.Br.
  - Tetrarrhena R.Br.
  - Zotovia Edgar & Connor
- Tribù Oryzeae Dumort.
  - Sottotribù Oryzinae (Kunth) Griseb.
    - Leersia Sw.
    - Maltebrunia Kunth
    - Oryza L.
    - Prosphytochloa Schweick.

  - Sottotribù Zizaniinae Benth.
    - Chikusichloa Koidz.
    - Hygroryza Nees
    - Luziola Juss.
    - Potamophila R.Br.
    - Rhynchoryza Baill.
    - Zizania L.
    - Zizaniopsis Döll & Asch.
- Tribù Phyllorachideae C.E.Hubb.
  - Humbertochloa A.Camus & Stapf
  - Phyllorachis Trimen
- Tribù Streptogyneae C.E.Hubb.
  - Streptogyna P.Beauv.
- Ehrhartoideae incertae sedis
  - Suddia Renvoize

Il genere Suddia con una specie (Suddia sagittifolia, endemismo del Sudan) è considerato incertae sedis. Si distingue dal resto della sottofamiglia per la presenza di culmi spugnosi, pseudopicciolo evidente, lamina delle foglie a forma sagittata, infiorescenze verticillate, glumi decisamente assenti, cellule del mesofillo senza pareti cellulari invaginate, i lemmi hanno delle venature prominenti e apici acuti. Gli stami sono 4. La sua posizione tassonomica è in attesa di una definitiva sistemazione a causa dell'anatomia delle foglie.

### Specie presenti sul territorio italiano
Di questa sottofamiglia solamente due specie sono presenti sul territorio italiano.
Tribù Ehrharteae
- Ehrharta delicatula Stampf, 1897
- Ehrharta erecta Lam., 1786

Tribù Oryzeae
- Leersia oryzoides (L.) Swartz, 1788
- Oryza sativa L., 1753
- Oryza rufipogon Griff., 1851

### Filogenesi
La sottofamiglia nell'ambito delle Poaceae è inclusa nel "BEP Clade" comprendente le sottofamiglie Bambusoideae, Ehrhartoideae e Pooideae. Il clade BEP occupa una posizione centrale nelle Poaceae e risulta "gruppo fratello" del "PACMAD Clade" (l'altro grande clade della famiglia) e insieme formano il "core" delle Poaceae.
Ehrhartoideae è monofiletica. In posizione "basale" ("gruppo fratello" al resto della sottofamiglia) si trova il genere Streptogyna; mentre il "core" del gruppo è determinato dal "gruppo fratello" formato dalle tribù Phyllorachideae+Oryzeae.
Le sinapomorfie per questo gruppo sono:
- le glume delle spighette possono essere assenti;
- le spighette sono formate da due fiori prossimali sterili (o spesso ridotti) e solo un fiore distale fertile.
- la maturazione dei fiori all'interno della spighetta è basipeta.

Il numero cromosomico di base delle specie di questa sottofamiglia è: n = 12 (a parte il genere Zizania con 2n = 30 o 34).
Si stima che questa sottofamiglia abbia iniziato a divergere circa 35 milioni di anni fa, durante un periodo di raffreddamento globale, una riduzione di CO2 atmosferica e una riduzione dell'umidità in generale (i vari componenti di questo gruppo nella fase iniziale della divergenza erano piante tipiche di habitat umidi). L'antenato comune di Ehrhartoideae potrebbe essere originario del Vecchio Mondo (o anche australiano per Ehrhartea), in seguito si sono avuti diversi eventi di dispersione indipendenti verso il Nord America. Altri studi, per la diversificazione del "BEP Clade", propongono date più anteriori (53 milioni di anni).
Il cladogramma seguente mostra l'attuale conoscenza filogenetica interna della sottofamiglia:
|               | Phyllorachideae                                         |
|               |                                                         |
| xxxOryzeaexxx | \| \| Oryzinae \| \| \| \| \| \| Zizaniinae \| \| \| \| |
|               | \| \| Oryzinae \| \| \| \| \| \| Zizaniinae \| \| \| \| |
|               | Oryzinae                                                |
|               |                                                         |
|               | Zizaniinae                                              |
|               |                                                         |

|  | Oryzinae   |
|  |            |
|  | Zizaniinae |
|  |            |

|               | Phyllorachideae                                         |
|               |                                                         |
| xxxOryzeaexxx | \| \| Oryzinae \| \| \| \| \| \| Zizaniinae \| \| \| \| |
|               | \| \| Oryzinae \| \| \| \| \| \| Zizaniinae \| \| \| \| |
|               | Oryzinae                                                |
|               |                                                         |
|               | Zizaniinae                                              |
|               |                                                         |

|  | Oryzinae   |
|  |            |
|  | Zizaniinae |
|  |            |

|               | Phyllorachideae                                         |
|               |                                                         |
| xxxOryzeaexxx | \| \| Oryzinae \| \| \| \| \| \| Zizaniinae \| \| \| \| |
|               | \| \| Oryzinae \| \| \| \| \| \| Zizaniinae \| \| \| \| |
|               | Oryzinae                                                |
|               |                                                         |
|               | Zizaniinae                                              |
|               |                                                         |

|  | Oryzinae   |
|  |            |
|  | Zizaniinae |
|  |            |

|               | Phyllorachideae                                         |
|               |                                                         |
| xxxOryzeaexxx | \| \| Oryzinae \| \| \| \| \| \| Zizaniinae \| \| \| \| |
|               | \| \| Oryzinae \| \| \| \| \| \| Zizaniinae \| \| \| \| |
|               | Oryzinae                                                |
|               |                                                         |
|               | Zizaniinae                                              |
|               |                                                         |

|  | Oryzinae   |
|  |            |
|  | Zizaniinae |
|  |            |